# Ізбаш Володимир Георгійович
Володи́мир Гео́ргійович Ізбаш — український військовик, полковник Збройних Сил України, учасник російсько-української війни.

## Життєпис
2000 року закінчив факультет військової підготовки Харківського політехнічного інституту.
Командир 65-ї окремої механізованої бригади (2024—2025).

## Нагороди
- орден «Богдана Хмельницького» II ступеня (21.12.2022) — за особисту мужність і самовіддані дії, виявлені у захисті державного суверенітету та територіальної цілісності України, вірність військовій присязі.
- орден «Богдана Хмельницького» III ступеня (03.11.2015) — за особисту мужність і високий професіоналізм, виявлені у захисті державного суверенітету та територіальної цілісності України, вірність військовій присязі.